# Hyla femoralis
Hyla femoralis är en groddjursart som beskrevs av Bosc in Daudin 1800. Hyla femoralis ingår i släktet Hyla och familjen lövgrodor. IUCN kategoriserar arten globalt som livskraftig. Inga underarter finns listade i Catalogue of Life.